# جيمس أفيري (أستاذ جامعي)
جيمس أفيري (بالإنجليزية: James Avery)‏ هو موزع وعازف بيانو أمريكي، ولد في 23 سبتمبر 1937 في هتشنسون في الولايات المتحدة، وتوفي في 8 مارس 2009 في فرايبورغ في ألمانيا.

## وصلات خارجية
- جيمس أفيري على موقع ميوزك برينز (الإنجليزية)
- جيمس أفيري على موقع ديسكوغز (الإنجليزية)